# Conilhac-de-la-Montagne
Conilhac-de-la-Montagne är en kommun i departementet Aude i regionen Occitanien  i södra Frankrike. Kommunen ligger  i kantonen Couiza som ligger i arrondissementet Limoux. År 2018 hade Conilhac-de-la-Montagne 67 invånare.

## Befolkningsutveckling
Antalet invånare i kommunen Conilhac-de-la-Montagne
Referens: INSEE